# NGC 382
NGC 382 (други обозначения – UGC 688, ARP 331, MCG 5-3-52, VV 193, ZWG 501.86, 4ZW 38, KCPG 23А, PGC 3981) е елиптична галактика (E) в съзвездието Риби.
Обектът присъства в оригиналната редакция на „Нов общ каталог“.